# Campionato mondiale femminile di pallamano 1986
Il campionato mondiale femminile di pallamano 1986 è stato la nona edizione del massimo torneo di pallamano per squadre nazionali femminili, organizzato dalla International Handball Federation (IHF). Il torneo si è disputato dal 4 al 14 dicembre 1986 nei Paesi Bassi in diciannove impianti e la finale si è disputata a Rotterdam. Vi hanno preso parte sedici rappresentative nazionali, aumentate per la prima volta dalla nascita del torneo. Il torneo è stato vinto per la seconda volta dall'Unione Sovietica, che in finale ha superato la Cecoslovacchia.

## Formato
Le sedici nazionali partecipanti sono state suddivise in quattro gironi da quattro squadre ciascuno. Le prime tre classificate accedono al turno principale, nella quale le prime tre dei gironi A e B sono inserite nel girone E, mentre le prime tre dei gironi C e D sono inserite nel girone F. Nella seconda fase ogni squadra porta il risultato ottenuto contro le altre due squadre contro cui ha giocato nel turno preliminare e affronta le altre tre. Le prime classificare dei due gironi si affrontano nella finale per l'assegnazione del titolo, mentre le altre si affrontano in finali per l'assegnazione dei piazzamenti. Le squadre classificate al quarto posto nel turno preliminare si affrontano in un girone a quattro per definire i piazzamenti finali dal tredicesimo al sedicesimo posto. Le prime tre classificate si qualificano al torneo femminile di pallamano dei Giochi della XXIV Olimpiade.

## Impianti
Il torneo viene disputato in diciannove sedi.

## Nazionali partecipanti
| Modalità                           | Posti | Qualificate                                                                                                   |
| ---------------------------------- | ----- | --- |
| Nazionale del Paese ospitante      | 1     | Paesi Bassi                                                                                                   |
| Giochi della XXIII Olimpiade       | 3     | Jugoslavia Corea del Sud Cina                                                                                 |
| Torneo di qualificazione europeo   | 9     | Germania Est Ungheria Germania Ovest Cecoslovacchia Unione Sovietica Norvegia Polonia Romania Francia Austria |
| Torneo di qualificazione asiatico  | 1     | Giappone |
| Campionato africano 1985           | 0     | [ 4 ] |
| Torneo di qualificazione americano | 1     | Stati Uniti                                                                                                   |

## Turno preliminare

### Girone A

#### Classifica
| Pos. | Squadra          | Pt | G | V | N | P | GF | GS | DR  |
| ---- | ---------------- | -- | - | - | - | - | -- | -- | --- |
| 1.   | Unione Sovietica | 5  | 3 | 2 | 1 | 0 | 68 | 44 | +24 |
| 2.   | Jugoslavia       | 5  | 3 | 2 | 1 | 0 | 63 | 43 | +20 |
| 3.   | Austria          | 2  | 3 | 1 | 0 | 2 | 47 | 69 | -22 |
| 4.   | Polonia          | 0  | 3 | 0 | 0 | 3 | 45 | 67 | -22 |

#### Risultati
| Heerlen 4 dicembre 1986, ore 18:30 | Jugoslavia | 25 – 15 (11-5) | Polonia |  |

| Heerlen 4 dicembre 1986, ore 20:30 | Unione Sovietica | 30 – 15 (11-9) | Austria |  |

| Weert 6 dicembre 1986, ore 18:30 | Jugoslavia | 24 – 14 (14-7) | Austria |  |

| Weert 6 dicembre 1986, ore 20:30 | Unione Sovietica | 24 – 15 (13-8) | Polonia |  |

| Sittard 7 dicembre 1986, ore 14:00 | Austria | 18 – 15 (9-10) | Polonia |  |

| Sittard 7 dicembre 1986, ore 16:00 | Unione Sovietica | 14 – 14 (9-7) | Jugoslavia |  |

### Girone B

#### Classifica
| Pos. | Squadra      | Pt | G | V | N | P | GF | GS | DR  |
| ---- | ------------ | -- | - | - | - | - | -- | -- | --- |
| 1.   | Germania Est | 5  | 3 | 2 | 1 | 0 | 71 | 39 | +32 |
| 2.   | Ungheria     | 5  | 3 | 2 | 1 | 0 | 65 | 48 | +17 |
| 3.   | Paesi Bassi  | 2  | 3 | 1 | 0 | 2 | 55 | 72 | -17 |
| 4.   | Stati Uniti  | 0  | 3 | 0 | 0 | 3 | 39 | 71 | -32 |

#### Risultati
| Groninga 4 dicembre 1986, ore 18:30 | Ungheria | 30 – 15 (13-4) | Stati Uniti |  |

| Groninga 4 dicembre 1986, ore 20:30 | Germania Est | 34 – 18 (14-9) | Paesi Bassi |  |

| Emmen 6 dicembre 1986, ore 18:30 | Germania Est | 23 – 7 (9-4) | Stati Uniti |  |

| Emmen 6 dicembre 1986, ore 20:30 | Paesi Bassi | 19 – 21 (6-11) | Ungheria |  |

| Leeuwarden 7 dicembre 1986, ore 14:00 | Germania Est | 14 – 14 (9-5) | Ungheria |  |

| Leeuwarden 7 dicembre 1986, ore 16:00 | Paesi Bassi | 18 – 17 (12-8) | Stati Uniti |  |

### Girone C

#### Classifica
| Pos. | Squadra        | Pt | G | V | N | P | GF | GS | DR  |
| ---- | -------------- | -- | - | - | - | - | -- | -- | --- |
| 1.   | Norvegia       | 4  | 3 | 2 | 0 | 1 | 79 | 55 | +24 |
| 2.   | Cecoslovacchia | 4  | 3 | 2 | 0 | 1 | 68 | 61 | +7  |
| 3.   | Cina           | 3  | 3 | 1 | 1 | 1 | 57 | 66 | -9  |
| 4.   | Giappone       | 1  | 3 | 0 | 1 | 2 | 55 | 77 | -22 |

#### Risultati
| Enschede 4 dicembre 1986, ore 18:30 | Cina | 20 – 19 (12-14) | Norvegia |  |

| Enschede 4 dicembre 1986, ore 20:30 | Cecoslovacchia | 24 – 17 (13-11) | Giappone |  |

| Apeldoorn 6 dicembre 1986, ore 18:30 | Norvegia | 27 – 17 (11-10) | Cecoslovacchia |  |

| Apeldoorn 6 dicembre 1986, ore 20:30 | Cina | 20 – 20 (13-10) | Giappone |  |

| Arnhem 7 dicembre 1986, ore 14:00 | Norvegia | 33 – 18 (20-8) | Giappone |  |

| Arnhem 7 dicembre 1986, ore 16:00 | Cecoslovacchia | 27 – 17 (14-8) | Cina |  |

### Girone D

#### Classifica
| Pos. | Squadra        | Pt | G | V | N | P | GF | GS | DR  |
| ---- | -------------- | -- | - | - | - | - | -- | -- | --- |
| 1.   | Romania        | 6  | 3 | 3 | 0 | 0 | 75 | 60 | +15 |
| 2.   | Germania Ovest | 4  | 3 | 2 | 0 | 1 | 66 | 55 | +11 |
| 3.   | Corea del Sud  | 2  | 3 | 1 | 0 | 2 | 65 | 60 | +5  |
| 4.   | Francia        | 0  | 3 | 0 | 0 | 3 | 45 | 76 | -31 |

#### Risultati
| Leeuwarden 4 dicembre 1986, ore 18:30 | Romania | 25 – 22 (10-12) | Corea del Sud |  |

| Leeuwarden 4 dicembre 1986, ore 20:30 | Germania Ovest | 21 – 17 (11-10) | Francia |  |

| Groninga 6 dicembre 1986, ore 18:30 | Romania | 22 – 21 (10-9) | Germania Ovest |  |

| Groninga 6 dicembre 1986, ore 20:30 | Corea del Sud | 27 – 21 (13-6) | Francia |  |

| Emmen 7 dicembre 1986, ore 14:00 | Germania Ovest | 24 – 16 (15-10) | Corea del Sud |  |

| Emmen 7 dicembre 1986, ore 16:00 | Romania | 28 – 17 (16-5) | Francia |  |

## Turno principale

### Girone E

#### Classifica
| Pos. | Squadra          | Pt | G | V | N | P | GF  | GS  | DR  |
| ---- | ---------------- | -- | - | - | - | - | --- | --- | --- |
| 1.   | Unione Sovietica | 9  | 5 | 4 | 1 | 0 | 114 | 81  | +33 |
| 2.   | Germania Est     | 7  | 5 | 3 | 1 | 1 | 117 | 93  | +24 |
| 3.   | Jugoslavia       | 7  | 5 | 3 | 1 | 1 | 99  | 89  | +10 |
| 4.   | Ungheria         | 5  | 5 | 2 | 1 | 2 | 93  | 90  | +3  |
| 5.   | Paesi Bassi      | 2  | 5 | 1 | 0 | 4 | 92  | 124 | -32 |
| 6.   | Austria          | 0  | 5 | 0 | 0 | 5 | 85  | 123 | -38 |

#### Risultati
| Almere 9 dicembre 1986, ore 18:30 | Germania Est | 25 – 20 (14-9) | Austria |  |

| L'Aia 9 dicembre 1986, ore 18:30 | Unione Sovietica | 27 – 17 (17-6) | Paesi Bassi |  |

| Hoorn 9 dicembre 1986, ore 18:30 | Jugoslavia | 19 – 18 (9-8) | Ungheria |  |

| Delft 10 dicembre 1986, ore 20:30 | Germania Est | 27 – 17 (14-7) | Jugoslavia |  |

| Apeldoorn 10 dicembre 1986, ore 20:30 | Unione Sovietica | 19 – 18 (8-7) | Ungheria |  |

| Amsterdam 10 dicembre 1986, ore 20:30 | Paesi Bassi | 22 – 17 (9-9) | Austria |  |

| L'Aia 12 dicembre 1986, ore 18:30 | Unione Sovietica | 24 – 17 (14-5) | Germania Est |  |

| Hoorn 12 dicembre 1986, ore 18:30 | Ungheria | 22 – 19 (10-9) | Austria |  |

| Arnhem 12 dicembre 1986, ore 20:30 | Jugoslavia | 25 – 16 (13-8) | Paesi Bassi |  |

### Girone F

#### Classifica
| Pos. | Squadra        | Pt | G | V | N | P | GF  | GS  | DR  |
| ---- | -------------- | -- | - | - | - | - | --- | --- | --- |
| 1.   | Cecoslovacchia | 8  | 5 | 4 | 0 | 1 | 111 | 101 | +10 |
| 2.   | Norvegia       | 7  | 5 | 3 | 1 | 1 | 117 | 90  | +27 |
| 3.   | Romania        | 7  | 5 | 3 | 1 | 1 | 123 | 112 | +11 |
| 4.   | Germania Ovest | 4  | 5 | 2 | 0 | 3 | 93  | 96  | -3  |
| 5.   | Cina           | 3  | 5 | 1 | 1 | 3 | 100 | 118 | -18 |
| 6.   | Corea del Sud  | 1  | 5 | 0 | 1 | 4 | 96  | 123 | -27 |

#### Risultati
| Almere 9 dicembre 1986, ore 20:30 | Cecoslovacchia | 19 – 13 (8-5) | Germania Ovest |  |

| L'Aia 9 dicembre 1986, ore 20:30 | Norvegia | 29 – 16 (10-7) | Corea del Sud |  |

| Hoorn 9 dicembre 1986, ore 20:30 | Romania | 32 – 24 (16-10) | Cina |  |

| Amsterdam 10 dicembre 1986, ore 18:30 | Cecoslovacchia | 22 – 21 (12-11) | Romania |  |

| Apeldoorn 10 dicembre 1986, ore 18:30 | Cina | 19 – 19 (8-12) | Corea del Sud |  |

| Delft 10 dicembre 1986, ore 18:30 | Norvegia | 19 – 14 (9-8) | Germania Ovest |  |

| Arnheim 12 dicembre 1986, ore 18:30 | Norvegia | 23 – 23 (10-11) | Romania |  |

| L'Aia 12 dicembre 1986, ore 20:30 | Germania Ovest | 21 – 20 | Cina |  |

| Hoorn 12 dicembre 1986, ore 20:30 | Cecoslovacchia | 26 – 23 (14-13) | Corea del Sud |  |

### Girone per il piazzamento 13º-16º posto

#### Classifica
| Pos. | Squadra     | Pt | G | V | N | P | GF | GS | DR  |
| ---- | ----------- | -- | - | - | - | - | -- | -- | --- |
| 13.  | Polonia     | 6  | 3 | 3 | 0 | 0 | 59 | 47 | +12 |
| 14.  | Giappone    | 4  | 3 | 2 | 0 | 1 | 57 | 53 | +4  |
| 15.  | Francia     | 2  | 3 | 1 | 0 | 2 | 53 | 46 | +7  |
| 16.  | Stati Uniti | 0  | 3 | 0 | 0 | 3 | 45 | 68 | -23 |

#### Risultati
| Veenendaal 9 dicembre 1986, ore 18:30 | Polonia | 18 – 16 (13-5) | Giappone |  |

| Veenendaal 9 dicembre 1986, ore 20:30 | Francia | 21 – 11 | Stati Uniti |  |

| Schiedam 10 dicembre 1986, ore 18:30 | Polonia | 19 – 17 (10-7) | Francia |  |

| Schiedam 10 dicembre 1986, ore 20:30 | Giappone | 25 – 20 (14-8) | Stati Uniti |  |

| Breda 12 dicembre 1986, ore 18:30 | Polonia | 22 – 14 (11-8) | Stati Uniti |  |

| Breda 12 dicembre 1986, ore 20:30 | Giappone | 16 – 15 (9-7) | Francia |  |

## Fase finale

### Finale 11º posto
| Utrecht 14 dicembre 1986 | Corea del Sud | 31 – 30 (d.t.s.) (13-12; 23-23; 25-25) | Austria |  |

### Finale 9º posto
| Utrecht 14 dicembre 1986 | Cina | 22 – 17 (10-11) | Paesi Bassi |  |

### Finale 7º posto
| Utrecht 14 dicembre 1986 | Germania Ovest | 18 – 17 (9-8) | Ungheria |  |

### Finale 5º posto
| Utrecht 14 dicembre 1986 | Romania | 28 – 26 (d.t.s.) (10-13; 22-22) | Jugoslavia |  |

### Finale 3º posto
| Rotterdam 14 dicembre 1986 | Norvegia | 23 – 19 (14-8) | Germania Est |  |

### Finale
| Rotterdam 14 dicembre 1986 | Unione Sovietica | 30 – 22 (15-12) | Cecoslovacchia |  |

## Classifica finale
| Pos.    | Nazione          |
| ------- | ---------------- |
| Oro     | Unione Sovietica |
| Argento | Cecoslovacchia   |
| Bronzo  | Norvegia         |
| 4       | Germania Est     |
| 5       | Romania          |
| 6       | Jugoslavia       |
| 7       | Germania Ovest   |
| 8       | Ungheria         |
| 9       | Cina             |
| 10      | Paesi Bassi      |
| 11      | Corea del Sud    |
| 12      | Austria          |
| 13      | Polonia          |
| 14      | Giappone         |
| 15      | Francia          |
| 16      | Stati Uniti      |

|  | Qualificata ai Giochi della XXIV Olimpiade |

## Statistiche

### Classifica marcatrici
Fonte:.
| Pos. | Nome               | Nazionale        | Reti | Tiri dai 7 m |
| ---- | ------------------ | ---------------- | ---- | ------------ |
| 1    | Natal'ja Kirčik    | Unione Sovietica | 61   | 26           |
| 2    | Dagmar Stelberg    | Germania Ovest   | 54   | 9            |
| 3    | Kim Hyun-mee       | Corea del Sud    | 54   | 17           |
| 4    | Mariana Tîrcă      | Romania          | 53   | 20           |
| 5    | Mária Ďurišinová   | Cecoslovacchia   | 50   | 23           |
| 6    | Mirjana Đurica     | Jugoslavia       | 40   | 17           |
| 7    | Jasna Merdan-Kolar | Austria          | 39   | 10           |
| 8    | Anna György        | Ungheria         | 39   | 16           |
| 9    | Ingrid Steen       | Norvegia         | 37   | 2            |
| 10   | Katrin Mietzner    | Germania Est     | 35   | 2            |